# Jacques de Bourbon-Préaux
Pour les articles homonymes, voir Jacques de Bourbon et Bourbon.
Jacques de Bourbon-Préaux, seigneur de Préaux, de Dargies, de Dangu et de Thury, est un noble français né en 1346 et mort en 1417. 

## Biographie
Fils de Jacques Ier de Bourbon-La Marche et de Jeanne de Châtillon-Blois dame de Condé-sur-Escaut, Carency et Dargies, petit-fils du duc Louis Ier de Bourbon et de Marie d'Avesnes, il épousa entre septembre 1367 et mai 1371 Marguerite de Préaux (morte entre octobre 1403 et septembre 1417) avec laquelle il eut :
- Marie de Bourbon (morte avant 1440), dame de Préaux ; célibataire et seule héritière de ses frères, elle légua tous ses biens à sa tante Jeanne (ou Yolande) de Préaux ;
- Louis de Bourbon (après 1368 -25 octobre 1415), seigneur de Préaux, mort à la bataille d'Azincourt ;
- Pierre de Bourbon (1390-La Rochelle 11 octobre 1422), chevalier, seigneur de Préaux, commandant du château de Rouen en 1416, capitaine du château de Neauphle en 1422 et mort accidentellement à La Rochelle la même année. Il épousa Élisabeth de Montagu (1397- Lyon 13 octobre 1429), veuve du comte de Roucy ;
- Jacques II de Bourbon-Préaux (1392-mort à une date inconnue après le 19 octobre 1429), chevalier, seigneur de Préaux après ses frères ;
- (?) Charles de Bourbon, archidiacre de Sens, seigneur de Combles, dont l'existence est douteuse.

Il était grand bouteiller de France.

## Armoiries

Blason de Jacques de Bourbon, sieur de Préaulx